# William Harper Jr.

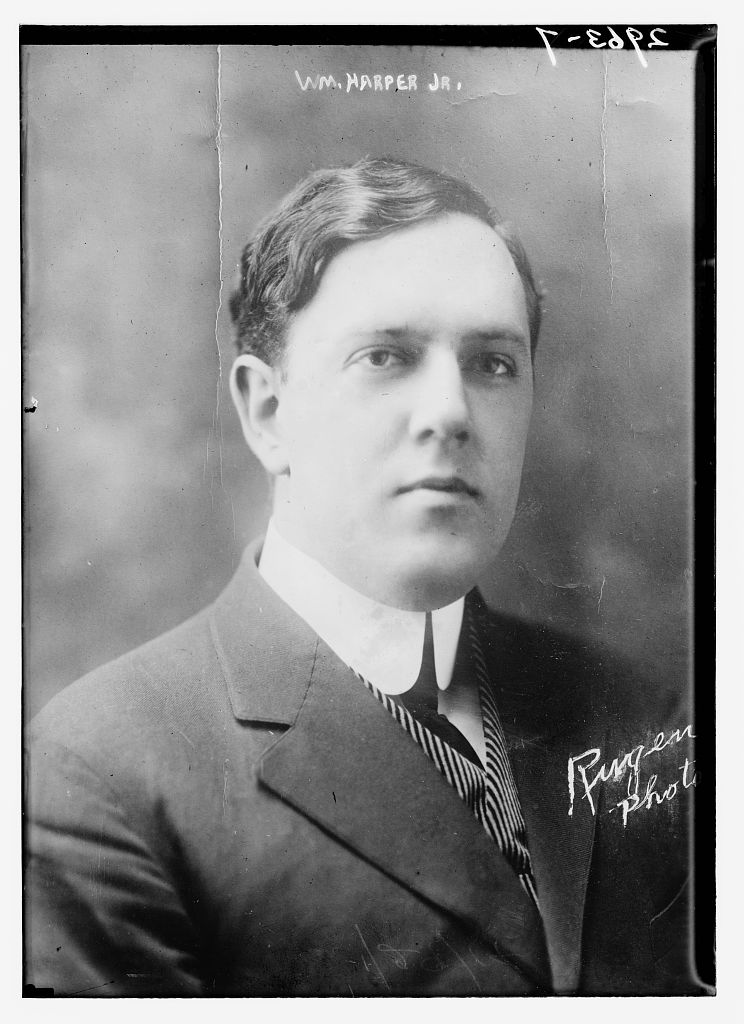
Chân dung William Harper Jr chụp năm 1913.

William Harper Jr. là kỹ sư hàng không và phi công tiên phong cùng với anh em nhà Wright.

## Tiểu sử
Năm 1912, ông chế tạo chiếc máy bay của riêng mình cất cánh rời khỏi sân bay Roosevelt ở New York.
Chiếc máy bay này thuộc dạng máy bay cánh đơn, giống với chiếc Blériot đương thời, với sải cánh dài 50 ft (15 m). Được trang bị động cơ hai xi-lanh hai kỳ công suất 50 hp (37 kW), lái cánh quạt đường kính 9 ft (270 cm). Gắn kèm một đồng hồ đo tốc độ và đèn báo rẽ cùng vòng tua máy thô sơ.
Theo báo chí kể lại rằng chiếc máy bay này có thể bay lướt tới 300 yd (270 m).
Ông dự định tiến hành chuyến bay vào tháng 6 từ một cánh đồng ở phía đông Mineola, nằm trên Đồng bằng Hempstead.
Ngày 3 tháng 2 năm 1914, Harper làm lễ thành hôn cùng với Florence Tobin vùng Denver, Colorado ở Newport, Rhode Island.

## Tác phẩm
- William Harper, Jr. (ngày 23 tháng 8 năm 1908). "Gyroscope in Air. Mr. Harper Shows How It May Resist Shifting Air Currents". New York Times. Truy cập ngày 12 tháng 9 năm 2010. Tôi rất quan tâm đến các bài báo về sự phát triển của điều hướng trên không, mà tờ The Times xem xét có lẽ đầy đủ hơn bất kỳ nhật báo đô thị nào khác. ...